# Asystasia excellens
Asystasia excellens är en akantusväxtart som beskrevs av Gustav Lindau. Asystasia excellens ingår i släktet Asystasia och familjen akantusväxter. Inga underarter finns listade i Catalogue of Life.